# Caballito nicoyano
Caballito Nicoyano es una canción y danza folclórica de Costa Rica. Su letra y música son obra del compositor nacional Mario Chacón Segura. Se le considera una de las piezas más representativas del folclor costarricense.  La pieza, escrita en homenaje a la ciudad y la cultura de Nicoya, en la provincia de Guanacaste, hace alusión al romance y el cortejo entre dos enamorados.

## Música
Su ritmo musical es el tambito, propio de la región de Guanacaste. El tambito es un ritmo autóctono de Costa Rica, de origen desconocido, aunque se cree derivado de la danza española.

## Letra
«Caballito nicoyano» escrita en los años cincuenta, es la historia de un sabanero, versión costarricense del ranchero, vaquero o gaucho, que le cantaba a su caballo, testigo de sus amores y desventuras, la expectativa de ambos de salir a cabalgar por la pampa nicoyana para encontrarse y conquistar a su enamorada.

## Danza
La danza de «Caballito nicoyano» se basa en el cortejo del hombre hacia la mujer, simulando la doma del caballo. Se baila en parejas: el hombre, vestido con ropa de campo, representa al sabanero, mientras que la mujer hace las veces del potro. Los pasos de la danza semejan el galope de los caballos, al son de la música. El hombre usa un pañuelo que agita a modo de soga, con el que trata de "lazar" a la mujer, que se resiste mientras agita con sus manos una falda larga y colorida. Hacia el final de la música, el baile se hace más intenso y finalmente, el hombre "laza" a la mujer, terminando ambos abrazados. 